# Einsatzmedaille Fluthilfe 2013
Die Einsatzmedaille Fluthilfe 2013 wurde am 2. Juli 2013 durch gemeinsamen Erlass des Bundesministers des Innern Hans-Peter Friedrich und des Bundesministers der Verteidigung Thomas de Maizière als staatliche Auszeichnung gestiftet.

## Stiftungszweck und Gestaltung
Die Einsatzmedaille Fluthilfe 2013 wurde als Dank und in Anerkennung für besonders aufopferungsvolle Hilfe bei der Abwehr von Gefahren und der Beseitigung von Schäden anlässlich der Flutkatastrophe Ende Mai und im Juni 2013 in der Bundesrepublik Deutschland gestiftet. Sie kann sowohl an haupt- und ehrenamtliche Einsatzkräfte des Technischen Hilfswerkes, Angehörige der Bundespolizei und der Bundeswehr sowie für Dritte (z. B. Reservisten oder Angehörige der Feuerwehren) aufgrund ihrer besonderen Verdienste in der Zusammenarbeit mit dem THW, der Bundespolizei und der Bundeswehr verliehen werden.
Das Ehrenzeichen hat die Form einer runden, silberfarbenen Medaille. Auf der Vorderseite ist eine stilisierte Flutwelle an halb versunkenen Häusern dargestellt. Der untere Teil der Medaille trägt die Angabe „Fluthilfe 2013“. Die Rückseite trägt in der Mitte den Bundesadler und im unteren Teil die Worte „Dank und Anerkennung“. Der dunkelblaue Mittelteil des Medaillenbandes ist beidseitig von den Bundesfarben schwarz-rot-gold eingefasst.
Die verkleinerte Form und der Bandsteg tragen die Farben des Medaillenbandes mit aufgesetzter
verkleinerter Vorderseite der Medaille.

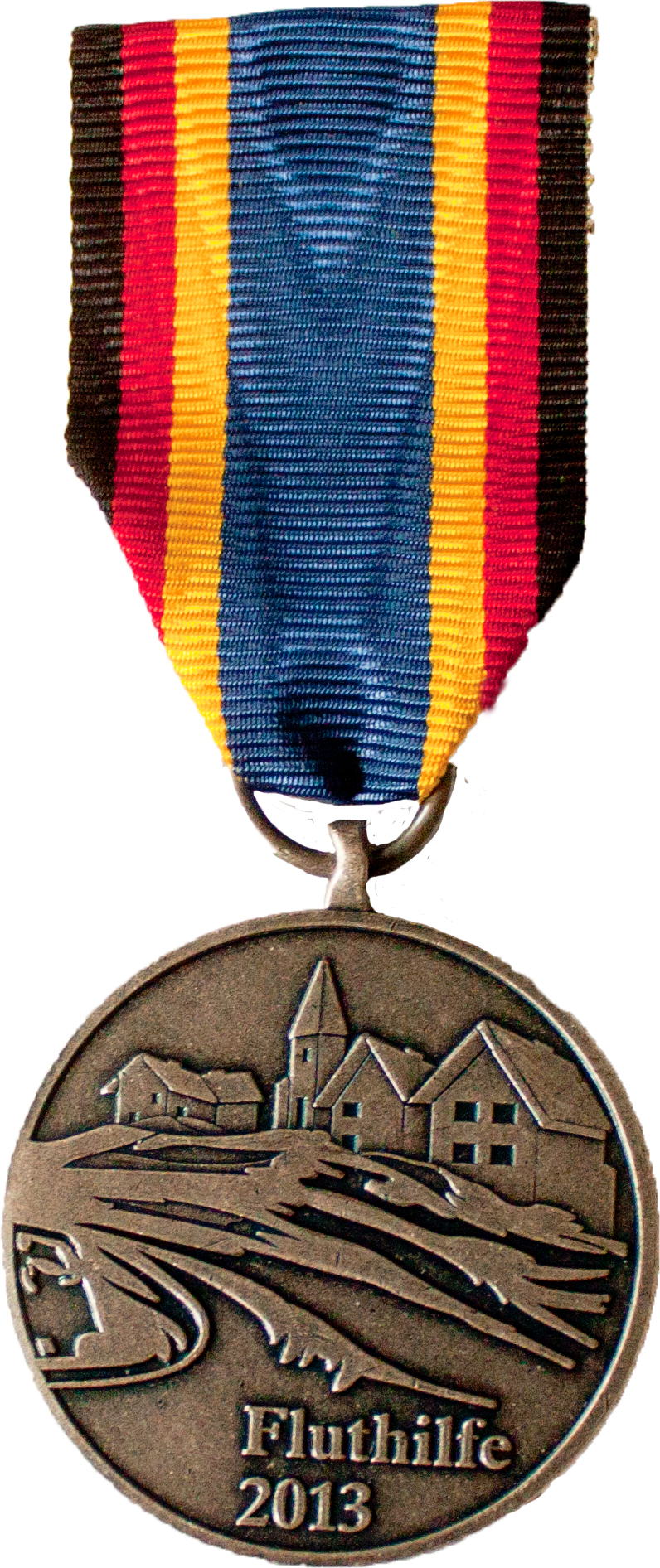
Vorderseite
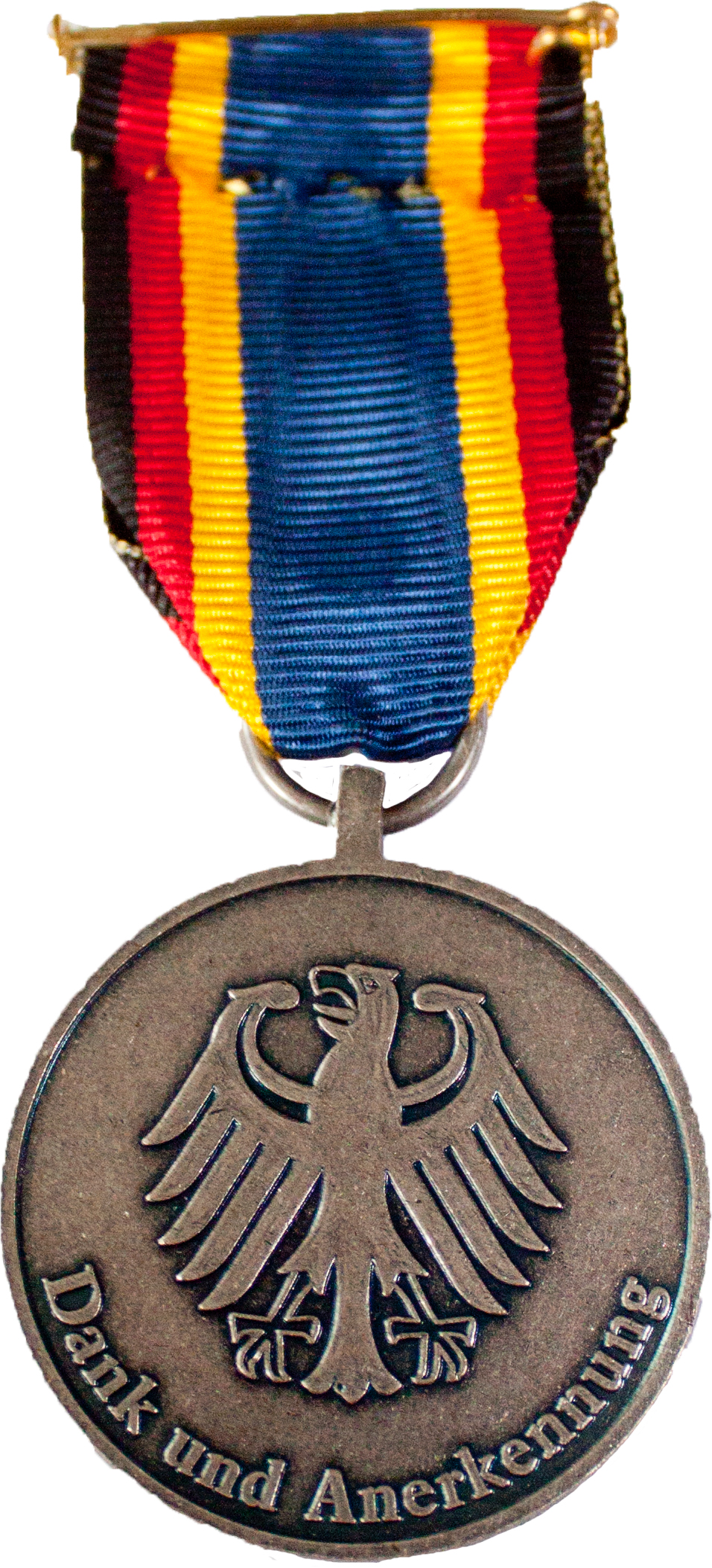
Rückseite
Bandschnalle

## Sonstiges
Im Rahmen der Bewältigung des Hochwassers 2013 haben 
neben der Flutmedaille des Bundes auch zahlreiche betroffene Bundesländer Auszeichnungen für die Helfer der Flut gestiftet:
- Sächsischer Fluthelferorden 2013
- Fluthelfer-Abzeichen des Landes Thüringen 2013
- Bayerisches Abzeichen "Fluthelfer 2013"
- Fluthelfer-Ehrennadel des Landes Sachsen-Anhalt 2013
- Hochwasser-Medaille 2013 des Landes Niedersachsen
- Hochwasser-Medaille Land Brandenburg 2013
- Ehrennadel für Fluthelferinnen und Fluthelfer 2013 des Landes Mecklenburg-Vorpommern
- Flutehrenzeichen 2013 des Landes Schleswig-Holstein
- Berliner Erinnerungsplakette zur Fluthilfe 2013

Bereits 2002 wurde beim Hochwasser in Mitteleuropa 2002 für Helfer die ähnliche Einsatzmedaille Fluthilfe 2002 gestiftet.
Im Jahre 2022 wurde als Dank und Anerkennung anlässlich der Hochwasserereignisse im Juli 2021 die ähnliche Einsatzmedaille Fluthilfe 2021 gestiftet (BGBl. 2022 I S. 1494).